# Дене
Дене́ — общее самоназвание нескольких индейских народов, проживающих в северной арктической части Канады и на юго-западе Аляски. Название буквально значит «человек», «люди». Дене говорят на атабаскских языках.

## Местообитание
Дене расселены на широких просторах. Они живут в Долине Маккензи (к югу от Инувиалуит), и а также на землях к западу от Нунавута. Их родина достигает запада Юкона, и северной части Британской Колумбии, Альберты, Саскачевана, Манитобы, Аляски и юго-западных штатов США. Издавна существовала вражда между дене и эскимосами. Бехчоко (Северо-Западные территории) — крупнейшее сообщество дене в Канаде, расположенное в 80 км северо-западнее от Йеллоунайфа.

## Этнография
Всего существует четыре общины дене: слэйви, сахту (северные слэйви), тличо (догриб), чипевьян. В 2005 г. старшие представители дене решили присоединиться к Организации наций и народов, не имеющих представительства (UNPO) в поиске признания их культурного наследия и прав на землю.

## Язык
Дене говорят на североатабаскских языках (подгруппа атабаскских языков) языковой семьи на-дене. У дене есть два лингвистических родственника в США: дине (навахо), и т'индэ (апач) южноатабаскской языковой подсемьи.

## Известные дене
- Этель Блондин-Эндрю — прежний член парламента от Западной Арктики (электоральный округ Северо-Западные территории)
- Лила Гилдей — канадский исполнитель народных песен, победитель Юноны (Juno Award) (2007 г.), кандидат (2003 г.), трёхкратный победитель Премии канадской музыки аборигенов (Canadian Aboriginal Music Award) Музыки (2002 г.)
- Кэти Эттибэр — известная канадская индивидуальность чата и музыкант
- Тамо Пеникетт — актёр, известен по фильмам Звёздный крейсер «Галактика» и Кукольный дом (телесериал)
- Пол Эндрю — журналист, вещающий от дене, и победитель национальной награды Достижений аборигенов (National Aboriginal Achievement Award)
- Ричард Ван Кэмп — автор догриб, рассказчик и детский книжный автор из Форт-Смита (Северо-Западные территории)

## В массовой культуре
- Линкс-Ривер — вымышленный город, являвшийся сообществом дене, в канадском телесериале «К северу от 60-й» (North of 60, 1992—1997).